# Rocallarga
La Rocallarga és una muntanya de 1.187 metres que es troba al municipi de Tavertet, a la comarca catalana d'Osona.
Al cim s'hi pot trobar un vèrtex geodèsic (referència 296096001).
Aquest cim està inclòs al llistat dels 100 cims de la FEEC.